# Adonisea californica
Adonisea californica là một loài bướm đêm trong họ Noctuidae.